# Mary (província)
A Província de Mary (Turcomena:Mary welaýaty) é uma das cinco welayat (províncias) do Turquemenistão. Está localizada no sudeste do país, fazendo limites com Afeganistão. Sua capital é Mary.
A antiga cidade de Merv, considerada como Património Mundial pela UNESCO, é o principal sítio arqueológico da província. É umas das cidades mais bem preservadas da antiga Rota da Seda.

## Distritos
A província de Mary é subdividida em 12 distritos (etraplar, singular etrap) e 2 cidades (il). Mudanças nominais ocorridas desde 1995 estão marcadas em parenteses:
- Distritos
  - Altyn Sähra (criado em Abril de 2008)[5][6]
  - Baýramaly
  - Ýolöten
  - Garagum
  - Mary
  - Murgap
  - Oguzhan (formerly Howuzhan District)
  - Sakarçäge
  - Serhetabat (nome anterior: Guşgy District)
  - Tagtabazar
  - Türkmengala
  - Wekilbazar

- Cidades
  - Baýramaly
  - Mary